# Bernie Nolan
Bernadette Therese "Bernie" Nolan (17 de octubre de 1960 - 4 de julio de 2013) fue una actriz, cantante y personalidad de televisión nacida en Irlanda, exvocalista del grupo femenino The Nolans. Ella era la segunda más joven de las hermanas Anne, Denise, Maureen, Linda y Coleen Nolan. Desde la edad de dos años, se crio en Blackpool, Lancashire, Inglaterra.
Nolan se casó con el baterista Steve Doneathy en 1996, en Lancashire. La pareja vivía en Surrey. Ella tenía una hija Kate, que nació muerta en 1998, y otra hija, Erin, en 1999, quien tenía 14 años cuando murió Nolan en 2013. Nolan había estado previamente en una relación con Bradley Walsh.
Nolan murió de cáncer de mama en julio de 2013.